# Giacomo del Po
Giacomo del Po (né le 29 décembre 1652 à Palerme en Sicile - mort le 16 novembre 1726 à Naples) est un peintre italien de la fin du XVIIe siècle et du début du XVIIIe siècle correspondant à la fin de la période baroque actif principalement à Naples.

## Biographie
Giacomo del Po a tout d'abord été formé par son père, Pietro del Po ensuite par Nicolas Poussin. Spécialiste des grands décors à fresque, il s'est principalement investi dans la décoration des maisons de maître de la noblesse napolitaine à l'aide de sujets allégoriques et emblématiques. Rome ne possède que deux de ses créations, une dans l'église de Sant'Angelo in Pescheria et l'autre à Santa Marta. Il a peint des fresques dans la galerie du palais du marquis de Genzano ainsi que dans les palais du prince d'Avellino et des Carafa, ducs de Maddaloni, à Naples. Il s'est également rendu à Vienne, où il a décoré à fresque les plafonds du célèbre palais du Belvédère pour Eugène de Savoie-Carignan. 
Il est le frère de Teresa del Po, peintre et graveur.

## Œuvres
- Cadmos combattant le dragon, huile sur toile, 72 × 104 cm, Amiens, musée de Picardie.
- Persée venant de couper la tête à Méduse
- Une Renommée
- Fresques, cathédrale de Sorrente.
- Fresques plafond du Belvédère, Vienne.
- Triomphe de Silène, Musée Magnin, Dijon